# 孟加拉野古草
孟加拉野古草（学名：Arundinella bengalensis）是禾本科野古草属的植物。分布在南亚及东南亚以及中国大陆的云南、四川、西藏、贵州、广西、广东等地，生长于海拔700米至2,000米的地区，多生在灌丛、河谷、山坡草地、平地以及林缘，目前尚未由人工引种栽培。
其种加词“bengalensis ”意为“孟加拉的”。

## 别名
密序野古草（中国高等植物图鉴）

## 异名
- Arundinella stricta (Schult.) Janowski
- Arundinella wallichii Nees
- Arundinella wallichii Nees ex Steud.
- Oplismenus strictus Schult.
- Panicum bengalense Spreng.
- Panicum strictum Roxb.